# Jesewitz
Jesewitz is een gemeente en plaats in de Duitse deelstaat Saksen, en maakt deel uit van de Landkreis Nordsachsen.
Jesewitz telt 3.090 inwoners.

## Plaatsen in de gemeente Jesewitz
- Bötzen
- Gallen
- Gordemitz
- Gostemitz
- Gotha
- Groitzsch
- Jesewitz
- Jesewitz-Bahnhof
- Kossen
- Liemehna
- Ochelmitz
- Pehritzsch
- Weltewitz
- Wöllmen
- Wölpern

Arzberg ·
Bad Düben ·
Beilrode ·
Belgern-Schildau ·
Cavertitz ·
Dahlen ·
Delitzsch ·
Doberschütz ·
Dommitzsch ·
Dreiheide ·
Eilenburg ·
Elsnig ·
Jesewitz ·
Krostitz ·
Laußig ·
Liebschützberg ·
Löbnitz ·
Mockrehna ·
Mügeln · 
Naundorf ·
Oschatz ·
Rackwitz ·
Schkeuditz ·
Schönwölkau ·
Taucha ·
Torgau ·
Trossin ·
Wermsdorf ·
Wiedemar ·
Zschepplin